# Gare d’Étaples-Le Touquet
Gare d’Étaples - Le Touquet vasútállomás Franciaországban, Étaples településen.

## Vasútvonalak
Az állomást az alábbi vasútvonalak érintik:
- Longueau–Boulogne-vasútvonal
- Saint-Pol-sur-Ternoise-Étaples-vasútvonal

## Kapcsolódó állomások
A vasútállomáshoz az alábbi állomások vannak a legközelebb:
- Gare de Dannes - Camiers
- Gare de Montreuil-sur-Mer
- Gare de Rang-du-Fliers - Verton (K94+)
- Gare de Boulogne-Ville (K94+)